# Eqaluit Ilua
Eqaluit Ilua è un villaggio della Groenlandia di 5 abitanti (gennaio 2005). Si trova a 61°07'N 45°57'O; appartiene al comune di Kujalleq.